# Nascente do Rio Doce
Nascente do Rio Doce é um circuito turístico do estado brasileiro de Minas Gerais que reúne sete municípios da Zona da Mata e do Campo das Vertentes: Alto Rio Doce, Brás Pires, Cipotânea, Presidente Bernardes, Ressaquinha, Senador Firmino e Senhora dos Remédios.